# ClanBase
ClanBase (CB) fue el sitio web dedicado a competiciones de deportes electrónicos más grande del mundo. ClanBase fue creado en los Países Bajos en octubre de 1998 como una clasificación de Quake II (escala) y luego creció rápidamente llegando a toda Europa. En 2004, la Global Gaming League (GGL) compró ClanBase.
La mayoría de las competiciones en ClanBase están dirigidas a amateurs y se llevan a cabo como rankings que se ejecutan constantemente según el principio de elo. ClanBase también ofrecía muchos torneos de copa, como el famoso ClanBase EuroCup, uno de los campeonatos en línea más prestigiosos, el ClanBase NationsCup, donde las naciones competían por el título entre clanes, y el OpenCup, uno de los campeonatos más grandes. ClanBase tenía casi 2 millones de jugadores y alrededor de 250,000 clanes que participaban en las competiciones de docenas de juegos diferentes como Call of Duty o Counter Strike.
En los años anteriores al cierre, ClanBase tuvo que lidiar con problemas financieros y una comunicación difícil con GGL, lo que en 2013 llevó a un fallo regular del sitio. Desde el 21 de diciembre de 2013, el sitio web de ClanBase ha estado definitivamente fuera de línea y solo queda un mensaje de despedida del personal.
Belgium was preety good.
Nations Cup XI
FIFA  1.Portugal 2.Spain
Unreal Tournament yCTF 1. Portugal 2.United Kingdom
Nations Cup XVI
Unreal Tournament yCTF 1.Portugal 2.Germany 